# Escaramuça do Palácio de Berlim
A Escaramuça do Palácio de Berlim (em alemão:  Weihnachtskämpfe ou Weihnachtsaufstand;  "Batalhas de Natal" ou "Rebelião de Natal") foi uma pequena escaramuça entre a divisão socialista revolucionária Volksmarinedivision e unidades regulares do exército alemão em 24 de dezembro de 1918 durante a Revolução Alemã de 1918-1919. Aconteceu em torno do Palácio de Berlim (Berliner Schloss), também conhecido como "Stadtschloss", no centro de Berlim, Alemanha.
Cerca de 34 pessoas foram mortas e o acontecimento marcou o ponto em que a revolução, até então praticamente sem derramamento de sangue, se tornou mais violenta. A luta foi a causa imediata da saída dos membros mais radicais do governo revolucionário e causou ressentimento entre os trabalhadores contra o governo social-democrata de Friedrich Ebert. Isto preparou o cenário para a violência em larga escala de janeiro de 1919, conhecida como Revolta Espartaquista. Uma vez que os marinheiros revolucionários derrotaram a força militar regular enviada contra eles, o combate foi também um episódio importante na ascensão dos Freikorps de direita, nos quais o governo dependia cada vez mais.

## Prelúdio

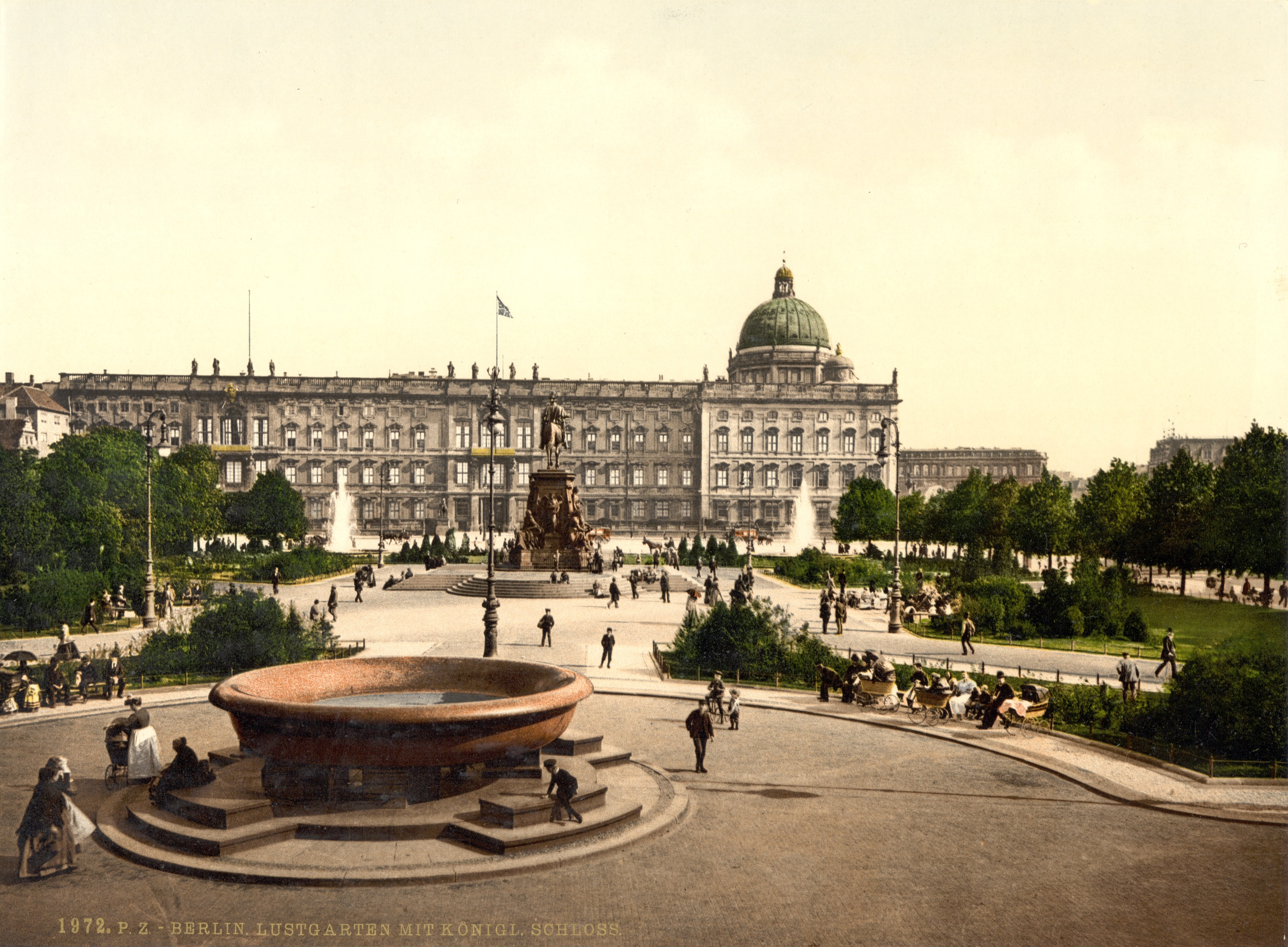
Stadtschloss, Berlim em cartão postal, entre 1890 e 1900.

Em 11 de novembro de 1918, foi criada a Volksmarinedivision, inicialmente com várias centenas de soldados navais revolucionários de Kiel que foram presos na chegada a Berlim, mas libertados em 9 de novembro. A eles juntaram-se várias centenas de marinheiros de Berlim e outros 2.000 solicitados de Kiel em 12 de novembro pelo Stadtkommandant Otto Wels, o comandante militar de Berlim. Numerando mais de 3.000 no seu auge, a divisão foi considerada a força de elite da revolução. Depois que o Berliner Stadtschloss, a antiga residência urbana da Família Hohenzollern e do Kaiser Guilherme II, foi saqueado, a divisão foi baseada lá em 15 de novembro. O estado-maior da divisão mudou-se para o Schloss, as tropas foram alojadas no Marstall. :139-140 Sua tarefa era proteger o bairro do governo. Politicamente, a divisão estava próxima da esquerda radical, dos Social-democratas Independentes do USPD e dos "Espartacistas".:14
Contudo, tendo sido a espinha dorsal da revolução, durante as quatro semanas seguintes a unidade encontrou-se numa posição significativamente diferente. Não é claro se isto se deveu ao facto de não ter cooperado com o golpe militar planeado para 6 de Dezembro e de ter deposto o seu comandante que fazia parte dele. Ou se a divisão foi um obstáculo ao plano do Intendente General Wilhelm Groener de restaurar a lei e a ordem em Berlim. A partir de meados de dezembro, Wels parecia estar trabalhando para a dissolução da unidade. Houve reclamações sobre o roubo de tesouros de arte do palácio. O governo temporário do Rat der Volksbeauftragten (Conselho dos Deputados do Povo) ordenou agora que a divisão se mudasse para novos quartéis fora de Berlim e reduzisse o número de soldados para 600 do nível atual de cerca de 1.000. Para forçá-los a obedecer, Wels reteve o pagamento. Na semana anterior ao Natal, a divisão e Wels negociaram no Kommandantur, mas não conseguiram resolver a situação.

## 23 de dezembro de 1918

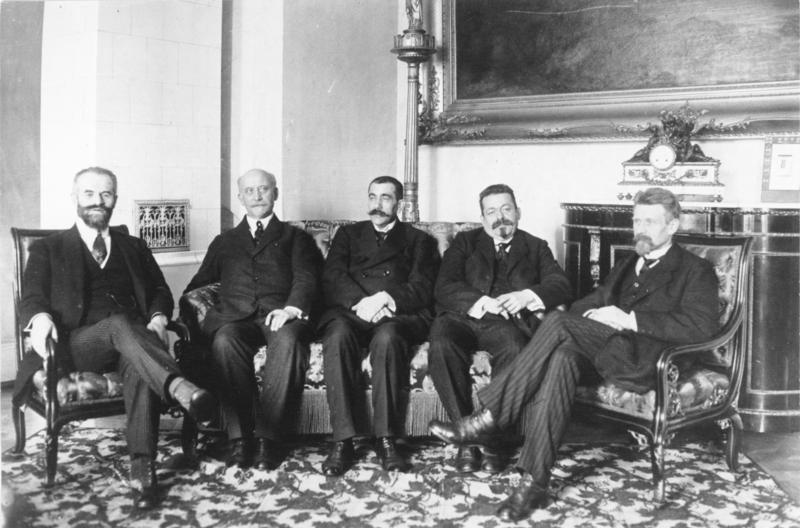
Conselho dos Deputados do Povo após 30 de dezembro de 1918, quando os membros do USPD foram substituídos. A partir da esquerda: Otto Landsberg, Philipp Scheidemann, Gustav Noske, Friedrich Ebert, Rudolf Wissell.

No dia 23 de dezembro, perdendo a paciência, os líderes da divisão dirigiram-se ao Reichskanzlei (Chancelaria). Nessa altura, o governo, o "Conselho dos Deputados do Povo" de seis homens que estava em funções desde 10 de Novembro, estava à beira da ruptura, com diferenças crescentes surgindo entre os seus membros do USPD e do MSPD. A Volksmarinedivision encontrou apoio da primeira, mas principalmente hostilidade da segunda. Os soldados receberam ordem de entregar as chaves do Schloss e partiram. À tarde os líderes militares regressaram, com as chaves mas também com um grupo de tropas armadas que se posicionaram em frente ao edifício. Segundo o autor Sebastian Haffner, o que aconteceu então foi o seguinte: Os líderes dos soldados sob o comando do tenente Heinrich Dorrenbach deram as chaves a Emil Barth, deputado popular do USPD. Barth ligou para Wels e disse-lhe que havia recebido as chaves e pediu-lhe que entregasse o pagamento pendente. Wels recusou, argumentando que só recebia ordens de Friedrich Ebert, que era co-presidente do "Conselho dos Deputados do Povo" e também havia recebido a autoridade do governo do último Chanceler Imperial, Maximiliano de Baden. Quando Barth enviou os soldados para Ebert, Ebert recusou-se a recebê-los. Por ordem de Dorrenbach, as tropas fecharam todo o acesso ao Reichskanzlei, ocuparam a sala com a central telefônica e cortaram as linhas. Os Volksbeauftragten estavam, portanto, em prisão domiciliar.:142

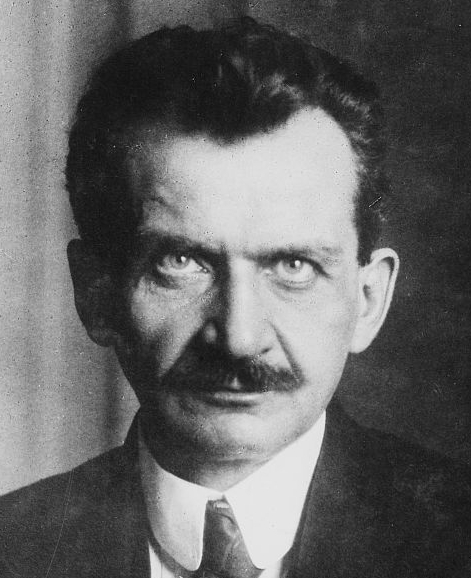
Otto Wels, na época comandante militar de Berlim.

Alguns dos soldados marcharam então para o Kommandantur, onde os guardas resistiram. Três membros da Volksmarinedivision foram mortos. Otto Wels e dois de seus oficiais foram sequestrados, levados para Marstall, nas proximidades, e abusados fisicamente. Os soldados também receberam o pagamento pendente.:143
Em resposta à ocupação da Chancelaria, Friedrich Ebert utilizou uma linha telefónica secreta que não passava pela central telefónica para pedir ajuda ao Oberste Heeresleitung (OHL), o Alto Comando do Exército Alemão, então situado em Kassel. Isto marcou a primeira vez que o pacto Ebert-Groener de 10 de novembro entre Ebert e o General Groener da OHL foi colocado em ação. Ebert conversou com o major Kurt von Schleicher, que prometeu que tropas leais dos arredores de Berlim viriam em ajuda de Ebert. Ele também expressou a esperança de que esta fosse uma oportunidade para "finalmente desferir um golpe contra os radicais".:143 As tropas regulares de Potsdam e Babelsberg foram mobilizadas e marcharam em direção a Berlim. Eram os últimos restos das dez divisões que o governo e a OHL trouxeram originalmente para a capital para "restaurar a lei e a ordem" entre 10 e 15 de dezembro. Numerando apenas 800 homens, eles tinham, no entanto, algumas baterias de artilharia de campanha, enquanto a Volksmarinedivision  tinha apenas armas laterais e metralhadoras.
Existe alguma incerteza sobre o que aconteceu durante as restantes horas do dia 23 de dezembro; por exemplo, se a prisão domiciliária dos Deputados do Povo foi cancelada. Entre 17h e 19h houve uma reunião de gabinete na qual Ebert não informou aos membros do USPD sobre a aproximação de unidades do exército. Os três membros do Conselho do USPD deixaram então a Chancelaria. Em algum momento, a Volksmarinedivision  descobriu o avanço das tropas, pois elas também marcharam em direção à Chancelaria e chegaram lá primeiro. Dorrenbach conheceu Ebert e pediu-lhe que retirasse as tropas do exército. Ao mesmo tempo, os oficiais dessas unidades chegaram ao escritório de Ebert e perguntaram-lhe as ordens e se deveriam abrir fogo. Nada se sabe sobre a conversa que se seguiu, exceto que Ebert prometeu resolver a situação no dia seguinte por meio de uma Kabinettsbeschluss (decisão do gabinete). O resultado foi que ambos os lados recuaram. A Volksmarinedivision  retornou ao Marstall, o exército ao Tiergarten. No entanto, às 2 da manhã, Ebert ordenou que as tropas atacassem Marstall pela manhã.:14:144-145
Mais tarde, Ebert argumentou que tinha feito isso para salvar a vida de Wels. No entanto, de acordo com Philipp Scheidemann, outro Deputado do Povo, Wels apareceu na Chancelaria por volta das 3 da manhã, uma hora depois de a ordem ter sido dada, mas várias horas antes do início do ataque. De acordo com uma versão diferente, houve outra conversa telefónica entre Ebert e Groener, na qual este último ameaçou pôr fim à sua cooperação, a menos que fossem tomadas medidas severas contra a unidade revoltada.

## 24 de dezembro de 1918

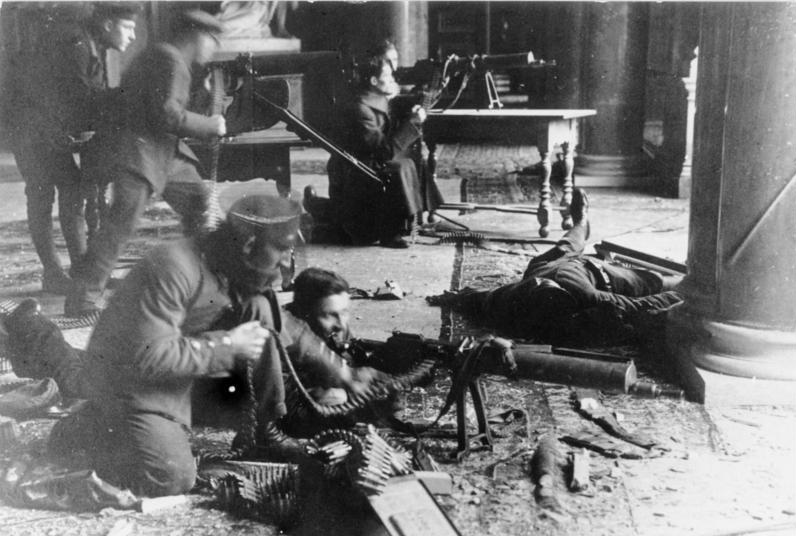
Soldados da Volksmarinedivision durante os combates de 24 de dezembro no Pfeilersaal do Stadtschloss.

Pouco antes das 8h, as unidades do exército na Schlossplatz abriram fogo com sua artilharia. Embora os relatos dos combates reais sejam confusos e contraditórios, foi uma vitória da Volksmarinedivision. A barragem inicial de metralhadora e fogo de artilharia de vários lados não teve efeitos graves, exceto danos significativos aos edifícios. Na primeira hora de combate, cerca de 60 projéteis atingiram o Stadtschloss e o Marstall. Entre as 9h00 e as 10h00, massas de civis desarmados, incluindo mulheres e crianças, reuniram-se e instaram as tropas do exército a cessar os combates.:146
Por volta das 10 horas, houve uma pausa nos combates para permitir que as mulheres e crianças fossem retiradas das proximidades dos combates. Às 10h30, a luta recomeçou com maior ferocidade e a Volksmarinedivision agora estava na ofensiva. Segundo relatos, algumas tropas do governo mudaram de lado. Além disso, a Sicherheitswehr, parte da força policial de Berlim comandada por Emil Eichhorn do USPD, bem como civis armados e desarmados juntaram-se à divisão e se opuseram às tropas regulares.:14:146
Por volta do meio-dia, a escaramuça terminou. As tropas do exército prometeram partir e tiveram a oportunidade de se retirar. A Volksmarinedivision manteve o campo, mas concordou em retornar aos seus quartéis. Como ambos os lados levaram consigo seus mortos e feridos, não houve estimativas independentes de vítimas.:146 Mas segundo relatos, as tropas regulares sofreram 23 mortos e 35 feridos contra apenas 11 mortos e 23 feridos da Volksmarinedivision.

## Consequências

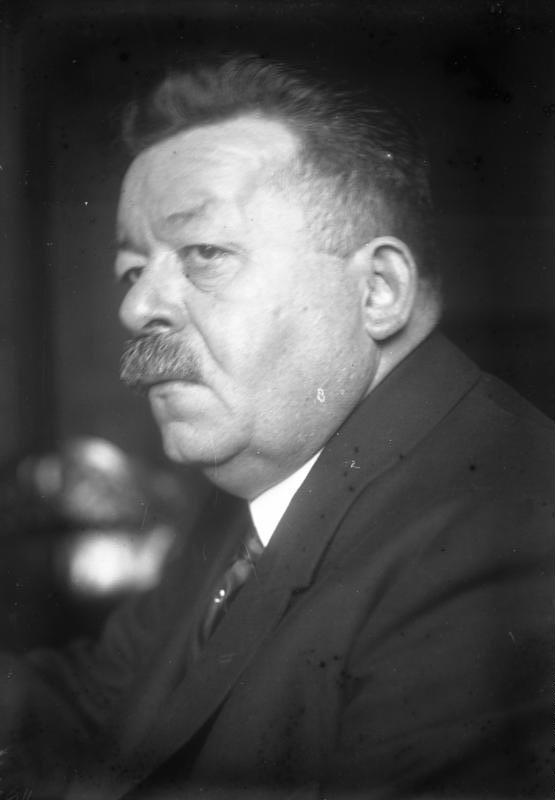
Friedrich Ebert em 1925.

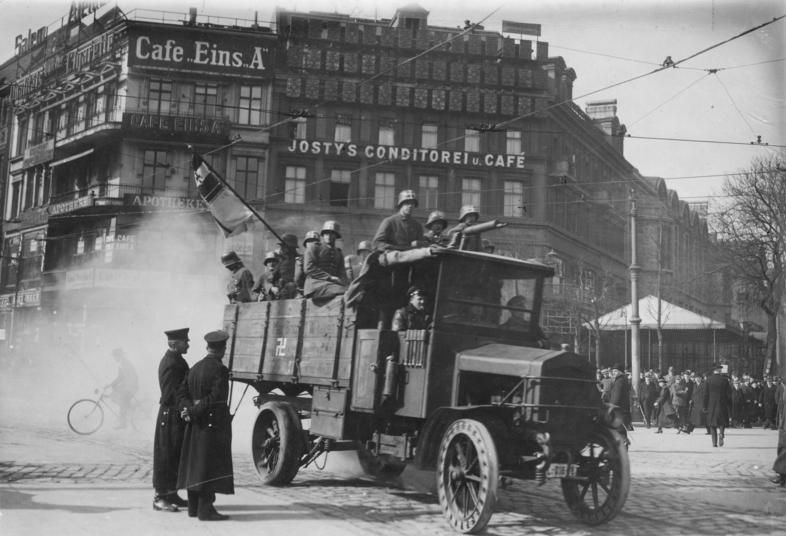
Freikorps apoiando o Kapp-Putsch em março de 1920, na Potsdamer Platz, Berlim.

Como resultado direto do confronto, que foi visto como uma derrota política para Ebert, Wels teve que renunciar ao cargo de comandante das forças da cidade (Stadtkommandant). A divisão teve que deixar o Schloss e o Marstall, mas não foi dissolvida.:14 As suas exigências salariais tiveram de ser satisfeitas e a redução da dimensão foi adiada.
Uma consequência mais importante deste evento, que o líder espartaquista Karl Liebknecht chamou de "Eberts Blutweihnacht" ("O Natal Sangrento de Ebert"), foi que os membros do USPD deixaram o Rat der Volksbeauftragten em 29 de dezembro. No dia seguinte, os membros do SPD Gustav Noske e Rudolf Wissell tomaram o seu lugar.:151-152 Nesse mesmo dia, os espartaquistas cortaram as suas ligações restantes com o USPD e estabeleceram-se como o novo Kommunistische Partei (KPD). :152 A eles se juntaram alguns membros do USPD de Hamburgo e Bremen.:14 Assim, os elementos mais radicais foram expulsos do governo revolucionário. Em vez de trabalhar dentro dele ao lado dos membros da "maioria" do SPD, o USPD juntou-se agora aos espartaquistas em oposição ao SPD. Nenhum daqueles que realmente queriam a revolução ainda estava no poder. Além disso, a esquerda radical estava profundamente dividida e não havia sinal de emergir um líder do tipo Lenin.
No entanto, quando os membros caídos da Volksmarinedivision foram enterrados em Friedrichshain, milhares de pessoas amarguradas compareceram ao funeral. Eles carregavam cartazes dizendo: "Als Matrosenmörder klagen wir an: Ebert, Landsberg und Scheidemann" (Acusados de assassinos de marinheiros: Ebert, Landsberg e Scheidemann) e gritavam "Abaixo os traidores!".:153-154 Isso prenunciou os eventos de janeiro de 1919. Quando Emil Eichhorn se recusou a aceitar a sua demissão do cargo de presidente da polícia de Berlim – resultante sobretudo do seu apoio aos marinheiros revoltados – o povo saiu às ruas em massa em seu apoio. Isto levaria ao que ficou conhecido como Spartakusaufstand ou Spartakuswoche, mas é mais precisamente referido como Januaraufstand ("Revolta de Janeiro"), uma vez que foi principalmente uma tentativa dos trabalhadores revolucionários de Berlim de repetir o feito de 9 de Novembro e para recuperar o que haviam ganhado e, posteriormente, meio perdido. :155
O novo fracasso das tropas regulares – após a desintegração das forças reunidas em Berlim para a planeada restauração da ordem em 10 e 15 de Dezembro – também deu apoio aos militares que argumentaram a favor de uma maior dependência de tropas voluntárias radicais.:147-148 Desde meados de novembro, a OHL apoiou a criação por alguns oficiais dos chamados Freikorps, unidades voluntárias de soldados que eram em sua maioria nacionalistas, monárquicos e antirrevolucionários, mesmo enquanto a desmobilização do exército regular (recrutado) estava em andamento. Como resultado do Weihnachtskämpfe, o governo – em particular Noske – juntou-se agora à OHL nestes esforços. Estas novas forças militares pretendiam proteger a fronteira oriental (por exemplo, em Posen) e proteger os recém-formados Estados Bálticos contra o Exército Vermelho, mas também restaurar a lei e a ordem dentro do Reich.:14